# Placer (Surigao del Norte)
Placer is een gemeente in de Filipijnse provincie Surigao del Norte op het eiland Mindanao. Bij de laatste census in 2007 had de gemeente bijna 23 duizend inwoners.

## Geografie

### Bestuurlijke indeling
Placer is onderverdeeld in de volgende 20 barangays:
| - Amoslog - Anislagan - Bad-as - Boyongan - Bugas-bugas - Central - Ellaperal - Ipil - Lakandula - Mabini | - Macalaya - Magsaysay - Magupange - Pananay-an - Panhutongan - San Isidro - Sani-sani - Santa Cruz - Suyoc - Tagbongabong |

## Demografie
Placer had bij de census van 2007 een inwoneraantal van 22.743 mensen. Dit zijn 1.201 mensen (5,6%) meer dan bij de vorige census van 2000. De gemiddelde jaarlijkse groei komt daarmee uit op 0,75%, hetgeen lager is dan het landelijk jaarlijks gemiddelde over deze periode (2,04%). Vergeleken met de census van 1995 is het aantal mensen met 2.031 (9,8%) toegenomen.

De bevolkingsdichtheid van Placer was ten tijde van de laatste census, met 22.743 inwoners op 61,29 km², 337,9 mensen per km².